# Gobius rubropunctatus
Gobius rubropunctatus — вид риб з родини бичкових (Gobiidae). Демерсальна, тропічна морська риба, сягає 8 см довжиною. Мешкає на глибинах до 70 м в Атлантиці біля берегів Африки від Мавританії до Гани.